# Можжевельник распростёртый
Можжеве́льник распростёртый, или Можжевельник горизонта́льный (лат. Juníperus horizontális), — древесное двудомное растение, вид рода Можжевельник (Juniperus) семейства Кипарисовые (Cupressaceae). Вид, близкий к можжевельнику казацкому (Juniperus sabina).
Происходит из Северной Америки (Канада, север США). Культивируется во многих регионах мира как декоративно-лиственное растение, выведено множество сортов, отличающихся окраской хвои, формой и размерами кроны.

## Распространение
Естественный ареал вида охватывает обширную территорию на севере Северной Америке: от побережья Атлантического океана на востоке до побережья Тихого океана на западе — и от субарктических регионов на севере до севера США на юге. Растение встречается на значительности части территории Канады, а также в некоторых штатах США — в Айове, на Аляске, в Вермонте, Вайоминге, Висконсине, Иллинойсе, Колорадо, Массачусетсе, Миннесоте, Мичигане, Монтане, Нью-Йорке, Северной Дакоте, Южной Дакоте.

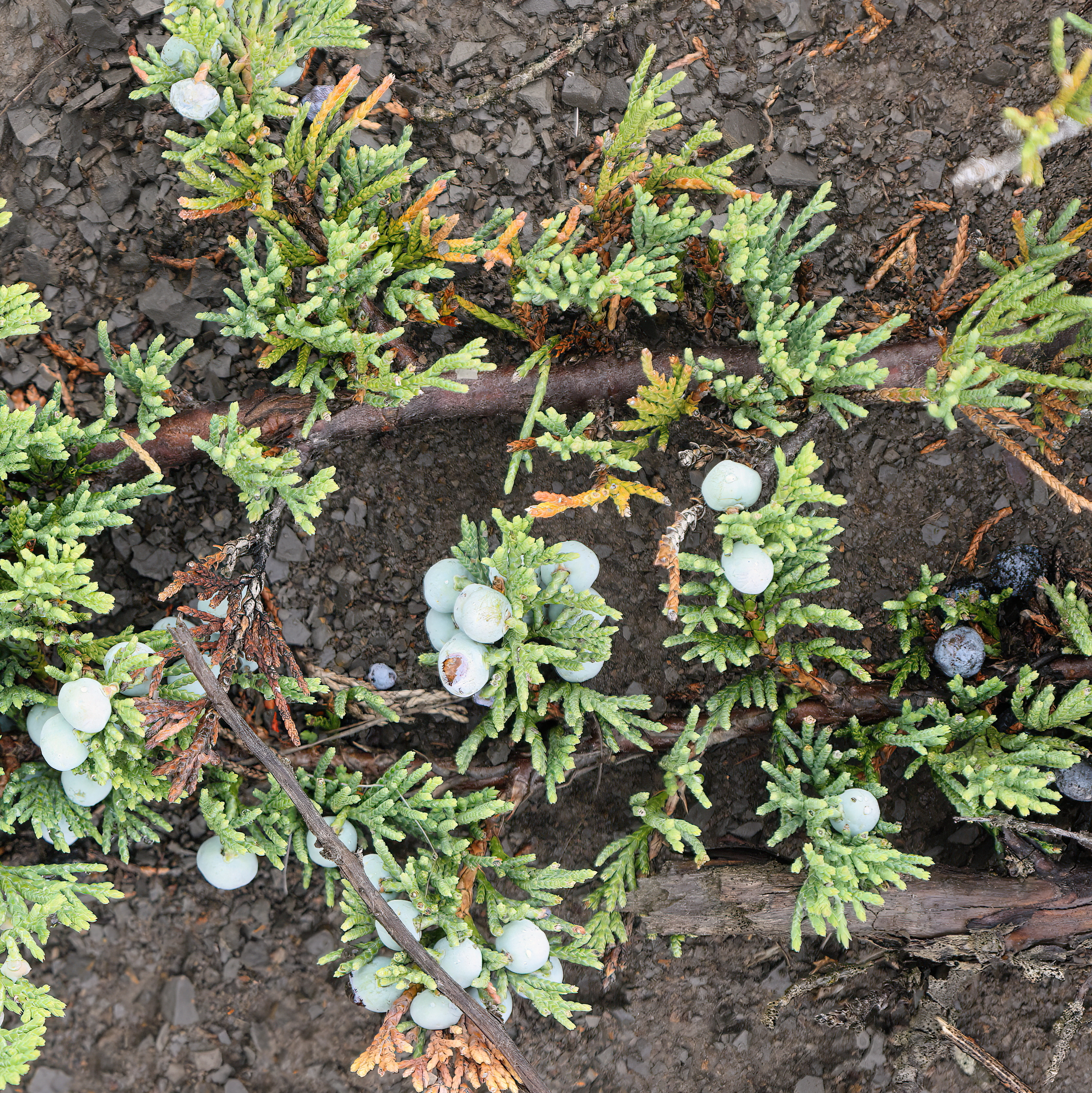
Побеги можжевельника распростёртого со зрелыми (чёрными) и незрелыми (зелёными) шишкоягодами. Национальный парк Грасслендс, Саскачеван, Канада

Обычно растёт по песчаным берегам рек и озёр, на склонах холмов.

## Биологическое описание
Вечнозелёный кустарник (полукустарник) — низкорослый, стелющийся или почти стелющийся (прижатый к земле) высотой до 45 см. Отличается относительно быстрым ростом.
Ветви длинные, приподнимающиеся, густые. Хвоя сине-зелёная, жёлтовато-зелёная, серая, осенью и зимой нередко приобретает бурый оттенок; длиной до 5 мм.
Растения двудомные. Шишкоягоды — синевато-чёрные, шаровидные, 5—6 мм в диаметре; незрелые — с беловатым налётом, зрелые — без налёта. Каждая шишкоягода содержит два или три семени. Созревают шишкоягоды, как и у других видов можжевельника, на второй год после опыления.

## Культивирование
Культивируется как декоративно-лиственное растение, по уровню декоративности сопоставимое с другими культивируемыми стелющимися видами можжевельника. Особо отмечается изящность ветвей, их способность образовывать сплошной ковёр, а также высокая декоративность многих сортов можжевельника распростёртого весной, когда в их хвое в наибольшей степени проявляется необычная окраска — синеватая и стальная. Используется для оформления альпийских горок, при создании низких бордюров.

### Сорта
Выведено большое число сортов, отличающихся окраской хвои, формой и размерами кроны. Некоторые из них:

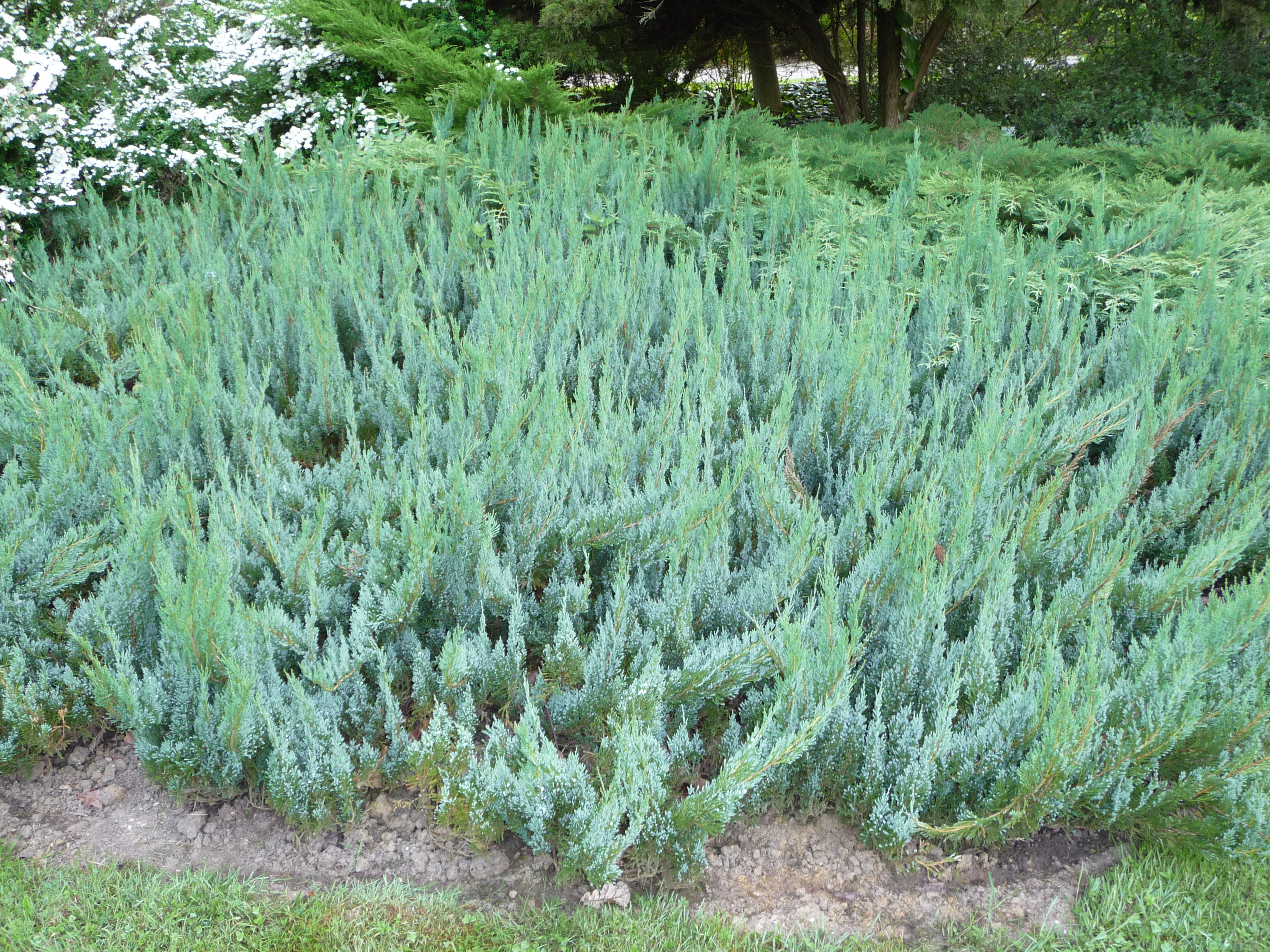
Группа растений сорта «Альпина»

- 'Alpina' — отличается голубовато-сизой (или голубовато-зелёной) хвоей, осенью приобретающей пурпурный оттенок, а также относительно большой высотой растений (до 75 см); ствол у молодых растений почти прямой, лишь со временем становится наклонённым, при этом ветки остаются приподнятыми или даже почти прямыми[7];
- 'Andorra Compacta' — выведенный в США сорт, отличающийся карликовостью, что выражается и в небольшой высоте растений (менее 40 см), и в размере хвои (она очень мелкая, большей частью чешуевидная), и в медленном росте[8];
- 'Andorra Compacta Variegata' — отличается пестролистностью побегов: большая часть кроны зелёная, но некоторая часть побегов и хвои имеет бело-кремовый цвет[9];
- 'Bar Harbor' — отличается зимней окраской хвои: бо́льшую часть года она серовато-зелёная, а зимой она приобретает лиловатый оттенок[3];
- 'Blue Chip' — отличается лежачей кроной, а также повышенной декоративностью, что связано с необычной окраской хвои — серебристо-серой, голубовато-зелёной[10], сине-зелёной[3];
- 'Blue Horizon' — отличается сизо-голубой окраской хвои[11];
- 'Douglasii' — отличается зимней окраской хвои: бо́льшую часть года она серо-зелёная, а зимой становится сливово-пурпурной; хвоя покрыта налётом[3];
- 'Glauca' — отличается повышенной раскидистостью (в поперечнике кусты достигают полутора метров), а также зимней окраской хвои: бо́льшую часть года она сине-серая, а зимой становится пурпурной[3];
- 'Hughes' — отличается наиболее голубой хвоей по сравнению с другими сортами, а также совершенно плоской кроной; карликовый сорт[12];
- 'Plumosa' (сорт также известен под названиями 'Aurora' и 'Aurora Jupiter') — обнаруженная в природе в начале XX века форма, отличающаяся стелющейся кроной и окраской хвои, которая осенью обычно свето-серо-зелёная с голубоватым либо желтоватым оттенком, а зимой — с пурпурным оттенком[13] (сочно-пурпурного цвета); растения этого сорта в высоту могут достигать 60 см, а в поперечнике — трёх метров[3]);
- 'Prince of Wales' — отличается нечётко воронковидной формой кроны (некоторые побеги расходятся под углом 45 градусов к почве) и зелёной с голубоватым оттенком хвоей[14];
- 'Saxatilis' — отличается неправильной формой кроны и голубовато-сизой хвоей[15];
- 'Wiltonii' — отличается синеватой окраской хвои и стелющимися побегами[3].

### Агротехника
Растения этого вида неприхотливы, могут расти на бедных почвах, нормально развиваются в условиях города. Холодостойкость и зимостойкость растений высокая; по результатам испытаний в разных регионах России можжевельник распростёртый рекомендуется для культивирования вплоть, на севере, до Санкт-Петербурга. Из недостатков отмечается, что растения могут страдать от сухости воздуха. Размножают растения обычно семенами и черенками. Можжевельник распростёртый является морозостойким растением: может культивироваться в открытом грунте в зонах морозостойкости от 4 до 10.

## Синонимы
По информации базы данных Plants of the World Online  (по состоянию на конец 2023 года), в синонимику вида входят следующие названия:
Гомотипный синоним
- Sabina horizontalis (Moench) Rydb. (1912)

Гетеротипные синонимы
- Juniperus horizontalis var. alpina (Lodd. ex Loudon) Rehder (1927)
- Juniperus horizontalis f. alpina (Lodd. ex Loudon) Rehder (1925)
- Juniperus horizontalis var. douglasii Rehder (1915)
- Juniperus horizontalis f. douglasii (Rehder)
- Juniperus horizontalis f. glomerata Rehder (1925)
- Juniperus horizontalis var. glomerata Rehder (1927)
- Juniperus horizontalis subsp. hamptonensis Silba (2004)
- Juniperus horizontalis f. lobata O.W.Knight (1907)
- Juniperus horizontalis subsp. neopangaea Silba (2004)
- Juniperus horizontalis f. plumosa Rehder (1925)
- Juniperus horizontalis f. variegata Slavin (1932)
- Juniperus hudsonica Forbes (1839)
- Juniperus prostrata Pers. (1807)
- Juniperus racemosa Risso (1826)
- Juniperus repens Nutt. (1818)
- Juniperus sabina var. alpina Lodd. ex Loudon (1838)
- Juniperus sabina var. humilis Hook. (1838)
- Juniperus sabina var. procumbens Pursh (1813)
- Juniperus sabina f. prostrata (Pers.) Voss (1895)
- Juniperus sabina var. prostrata (Pers.) Loudon (1838)
- Juniperus virginiana var. prostrata (Pers.) Torr. (1843)
- Sabina horizontalis f. douglasii (Rehder) Moldenke (1952)
- Sabina prostrata (Pers.) Antoine (1857)
- Sabina racemosa (Risso) Antoine (1857)